# Lorrie Moore
Marie Lorena “Lorrie” Moore (Glens Falls, 11 januari 1957) is een Amerikaans schrijfster, vooral bekend om haar korte verhalen.

## Leven en werk
Moore studeerde met een beurs voor hoogbegaafden Engelse taal en literatuur aan de plaatselijke universiteit van St. Lawrence County en behaalde vervolgens de titel Master of Fine Arts aan de New Yorkse Cornell-universiteit. Na de afronding van haar studies, in 1984, ging ze Engelse taal en literatuur doceren aan de University of Wisconsin. In 2014 stapte ze over naar de Vanderbilt University in Nashville.
Reeds in haar studententijd manifesteerde Moore zich als schrijfster. Op haar negentiende won ze een schrijfwedstrijd van het tijdschrift Seventeen. In 1985 debuteerde ze met de verhalenbundel Self-Help. Moore schrijft vaak met een scherpe humor, soms op het absurdistische af. Belangrijk thema is de positie van de vrouw in de moderne samenleving en de vaak oppervlakkige relaties tussen mensen, ook binnen huwelijk en gezin. Daarnaast maakte ze naam met haar recensies voor The New York Review of Books, in 2015 deels gebundeld onder de titel See what can be done.
Moore is sinds 2001 lid van de American Academy of Arts and Sciences en vanaf 2006 van de American Academy of Arts and Letters. In 1998 won ze de O. Henry Award en in 2004 de Rea Award for the Short Story. De Engelse schrijver Julian Barnes toont zich in zijn essaybundel Uit het raam (Through the Window, 2012) een bewonderaar van haar werk.

### Korte verhalen
- 1985 – Self-Help (Nederlandse vertaling 1986, door Madelien Tolhuisen: Hoe word ik een andere vrouw)
- 1990 – Like Life (Nederlandse vertaling 1993, door Geertje Lammers: Net echt)
- 1998 – Birds of America (Nederlandse vertaling 2001, door Marianne Verhaart: Vogels van Amerika)
- 2014 – Bark

### Romans
- 1986 – Anagrams (Nederlandse vertaling 1987, door Marijke Emeis: Anagrammen)
- 1994 – Who Will Run the Frog Hospital?
- 2009 – A Gate at the Stairs

### Kinderboeken
- 1987 – The Forgotten Helper

### Non-fictie
- 2018 – See What Can Be Done